# Максимовский сельсовет (Оренбургская область)
Максимовский сельсовет — сельское поселение в Пономарёвском районе Оренбургской области Российской Федерации.
Административный центр — село Максимовка.

## История
9 марта 2005 года в соответствии с законом Оренбургской области № 1909/346-III-ОЗ образовано сельское поселение Максимовский сельсовет, установлены границы муниципального образования.

## Население
| 2010 | 2012 | 2013 | 2014 | 2015 | 2016 | 2017 |
| ---- | ---- | ---- | ---- | ---- | ---- | ---- |
| 317  | ↘302 | ↘292 | ↘280 | ↘261 | ↘256 | ↘248 |
| 2018 | 2019 | 2020 | 2021 |      |      |      |
| ↘229 | ↘219 | ↘210 | ↘208 |      |      |      |

## Состав сельского поселения
| № | Населённый пункт | Тип населённого пункта       | Население |
| - | ---------------- | ---------------------------- | --------- |
| 1 | Грачёвка         | посёлок                      | 16        |
| 2 | Максимовка       | село, административный центр | 301       |
| 3 | Петровка         | посёлок                      | 0         |